# 佩卓·馬丁尼茲
佩卓·傑米·馬丁尼茲（1971年10月25日—），生於多明尼加共和國，是一位活躍於1990年代至2000年代美國職棒大聯盟的投手。職棒生涯一共贏得了3座賽揚獎，被認為是史上最頂尖的投手之一。2009年球季結束後退休，2015年入選美國國家棒球名人堂。
馬丁尼茲在大聯盟的官方資料為5呎11吋（180公分）、195磅（88公斤），實際身材通常被認為比官方資料更小號點，以現代大聯盟投手的標準來看，算是體型欠佳的球員。
2015年7月28日紅襪宣布退休馬丁尼茲的#45背號,為紅襪隊史史上第一位被退休的投手背號。

## 早年
馬丁尼茲在1992年洛杉磯道奇隊以後援投手展開他的職棒生涯。佩卓的哥哥Ramón Martínez當時是道奇隊的先發投手，雷蒙在1990年的國聯賽揚票選中高居第二名，他仍稱讚佩卓是個比他自己更優秀的投手。在1992年短暫投了8局之後，1993是佩卓第一個大聯盟完整球季，他在中繼後援兩頭跑的情況下仍然有不錯的表現，107局中防禦率是2.61，是陣中五位先發輪值投手以外吃下最多局數的人，好表現也讓他獲得新人王提名，最終投票結果排在第九，該獎項由隊友皮耶薩獲得。但是當時的道奇隊的總教練Tommy Lasorda認為佩卓體型太小而無法勝任先發投手的工作，加上當時道奇陣中除了皮耶薩和Brett Butler之外的打者表現多半欠佳，於是1994年球季之前，佩卓被交易至蒙特婁博覽會隊，換取二壘手Delino DeShields，然而在博覽會四年的OPS+有106的DeShields在道奇隊表現糟糕，三年來的平均OPS+暴跌至79（最離譜的是當道奇認賠殺出將其交易至紅雀隊後他身手馬上又回到原先博覽會的水準），這也成為道奇隊隊史最糟糕的交易之一。
在博覽會隊時，佩卓逐漸成長為頂尖的投手。1997年時，馬丁尼茲投出17勝8敗的成績，並且在聯盟的各種投球統計數字中取得六項（防禦率、每九局三振數、每九局被安打數、完投數、每局被上壘人次、還有投手獨立防禦率）的領先。當年馬丁尼茲贏得國家聯盟的賽揚獎，並成為第一位自1912年華特·強森之後首位達成300次三振同時自責分低於2的右投手。本賽季的13場完投是馬丁尼茲單季完投場次最多的一季，除了這一年球季之外，他只有在一個球季投出超過5次的完投（2000年，7次）。

## 紅襪年代

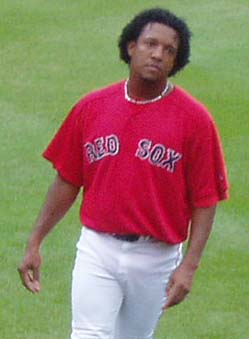
2004年的馬丁尼茲

1997年球季，馬丁尼茲被交易到波士頓紅襪隊，並隨即簽下一紙六年7,500萬美元的合約（並有第七年優先續約1,700萬美元的選擇權）。1999年，馬丁尼茲投出他生涯最佳的一個球季。當年他投出23勝4敗，防禦率2.07並投出313次三振，為當年投手的三冠王。他優異的表現也為他贏得第二座賽揚獎（這次在美國聯盟），並在最有價值球員獎票選中獲得第2高分。 
但是當年的最有價值球員獎的投票充滿爭議，馬丁尼茲獲得了最多的最有價值第一位的投票（28票中的8票），但是由於投手並非每一場都參與比賽，因此這些投票被兩位認為投手沒有資格獲得最有價值球員獎的體育記者完全不予考慮，並將所有第一位的選票計給德州遊騎兵隊的伊凡·羅德里奎茲(Ivan Rodriguez)，使得馬丁尼茲最後以239分比252分在最有價值球員獎的投票中落居第二。
在馬丁尼茲投出第二次單季300次三振之後，馬丁尼茲成為第八位擁有兩個300次三振球季的投手（其他投手分別為諾蘭·萊恩（6次）、藍迪·強森（6次，當時只有3次）、山迪·柯法斯（3次）、柯特·席林（3次，當時只有兩次）、魯布·瓦德爾、華特·強森、山姆·麥克道威爾，以及J.R. Richard）馬丁尼茲也是20世紀唯一一位身高不滿六呎卻投出單季300次三振的投手。
在1999年單一球季中，馬丁尼茲獲選為美聯4月、5月、6月和9月四次的單月最佳投手，這在聯盟史上是史無前例的。馬丁尼茲也在1999年的明星賽中展現他在芬威球場的主宰能力，在兩局令人感到驚奇的投球內容中，他開場就連續三振了貝瑞·拉金、賴瑞·沃克、山米·索沙、馬克·麥奎爾等四名打者，在麥特．威廉斯靠著阿洛馬的失誤上壘後，他又三振掉了傑夫·巴格威爾。加上盜壘失敗倒在二壘前的威廉斯，可以說是靠著馬丁尼茲跟羅德里奎茲兩人就把這六名打者解決了。兩局5次三振的表現也讓馬丁尼茲贏得明星賽最有價值球員獎。
馬丁尼茲對決印地安人隊是1999年季後賽對的焦點。在這個系列賽中，馬丁尼茲以首戰先發登場，但在完封印地安人四局後就因背部拉傷被迫退場，退場時紅襪仍以2比0領先。不過紅襪隊最後以2比3輸掉這場比賽。印地安人之後也贏得第二場比賽，使得馬丁尼茲看起來已經在他1999年精彩的球季中投完最後一球。但是波士頓連續贏得後兩場比賽追平這個系列戰。第五戰，也是這個系列戰的最後一場球賽時，馬丁尼茲依舊為傷所困而無法上場先發。這一場比賽中，雙方投手都無法壓制對手的打擊而使這場比賽成為一場打擊戰。四局下，雙方戰成8:8平手，馬丁尼茲這時以緊急後援身分登場投球。令人意料不到的是，馬丁尼茲在接下來的六局中投出無安打比賽並獲得最後的勝利。雖然因為傷勢的關係，他無法投出快速球或變速球，馬丁尼茲依舊投出了8次三振並且僅有3次保送。在這場比賽中，靠著馬丁尼茲的曲球，紅襪隊以12比8贏得了這場決定性的比賽。除了1995年那9局的完美投球內容之外，這場比賽也被認為是馬丁尼茲投球內容最佳的一場。
在美國聯盟冠軍系列賽中，馬丁尼茲在第三戰時對決紅襪的宿敵—紐約洋基隊的羅傑·克萊門斯。在這場比賽中，馬丁尼茲主投七局沒有任何失分並擊敗洋基隊。這也是當年世界大賽冠軍洋基隊季後賽唯一的一場敗績。
繼1999年球季之後，2000年球季或許是馬丁尼茲表現最佳的球季。在這個球季中，馬丁尼茲超乎預期的投出自1978年以後美聯最低的1.74自責分率，當年他也贏得了生涯第三次的賽揚獎。他的自責分率僅僅只有聯盟經場地調整過後所得的4.97平均自責分率的三分之一，從來沒有先發投手在單一球季中和聯盟平均自責分率有如此大的差異。當年美聯在這個項目的競爭對手羅傑·克萊門斯的自責分率則高達3.70，幾乎是馬丁尼茲的兩倍。馬丁尼茲當年投出18勝6敗，但是實際投球內容應該更好。在6場敗場平均先發8局的投球中，馬丁尼茲的自責分率僅僅只有2.44，WHIP也僅有0.79。馬丁尼茲敗場的自責分率甚至比國家聯盟自責分率領先的凱文·布朗（2.58）還要來的低。馬丁尼茲也在另外一項比較不常見的sabermetric統計中的九局加權失分（Weighted Runs allowed per 9 innings pitched — Wtd. RA/9）留下1.55的紀錄。在6場敗場中，有兩場是敗在洋基隊的安迪·派提特手下，其他的四場敗場都是一分差的比賽。其中在第一場以1比0敗北的完投中，馬丁尼茲投出了17三振及1次保送。在這6場敗場中，馬丁尼茲在48局的投球中投出60次三振、8次保送、被打30支安打。
2000年馬丁尼茲的WHIP值是0.74，打破華特·強森保持了77年之久的紀錄。整個美國聯盟對他的長打率只有.259。對他的打擊率.167和上壘率.213都創下近代大聯盟的紀錄。馬丁尼茲也成為史上第一位單季三振數（284）超過被安打（128）兩倍的先發投手。
1999年到2000年的兩個球季中，馬丁尼茲在483局的投球局數中只被打出288支安打、投出597三振、69次保送、自責分率1.90、WHIP值0.83。有些統計員相信在某些特定的環境因素之下—諸如像主場的芬威球場是屬於左打者的球場，在擁有指定打擊的聯盟打球，在棒球史上最具攻擊力的時期—使馬丁尼茲足以成為是棒球史上最頂尖投手的代表。
2001年前半季，雖然馬丁尼茲仍舊延續他在球場上的威力並投出2.00的自責分率，但是後半季時由於旋轉肌受傷使得他大半時間都在傷兵名單中渡過。這也使得紅襪隊陷入低潮並且在季末沒辦法打出好成績。在這個球季中，馬丁尼茲投出7勝3敗，2.39的自責分率和163次三振，但只投了116局。 
2002年球季，健康的馬丁尼茲重新投出20勝4敗及領先聯盟的2.26自責分率及239次三振。不過，雖然奧克蘭運動家隊的貝瑞·齊托（Barry Zito）的自責分率、三振數及勝率都不及馬丁尼茲，但是這個球季的美國聯盟賽揚獎選票幾乎都投給了擁有23勝的貝瑞·齊托。馬丁尼茲也成為自從賽揚獎設立以來唯一一位在這三項數據領先卻未能得獎的的投手。
2003年馬丁尼茲投出14勝4敗和領先聯盟的2.22自責分率，並在2004年投出16勝9敗。雖然僅僅投出不如預期的3.90自責分率，馬丁尼茲依舊幫助紅襪隊贏得美國聯盟外卡打進季後賽，並在季後賽帶領球隊贏得86年來第一次的世界大賽。在這兩個球季中，馬丁尼茲的三振數在美國聯盟中都排在第二位。雖然在1997年時，紅襪隊所簽下的七年合約被認為一個極為冒險的合約，但是在這七年中，馬丁尼茲帶給紅襪隊兩座賽揚獎及打進四次的聯盟冠軍賽。

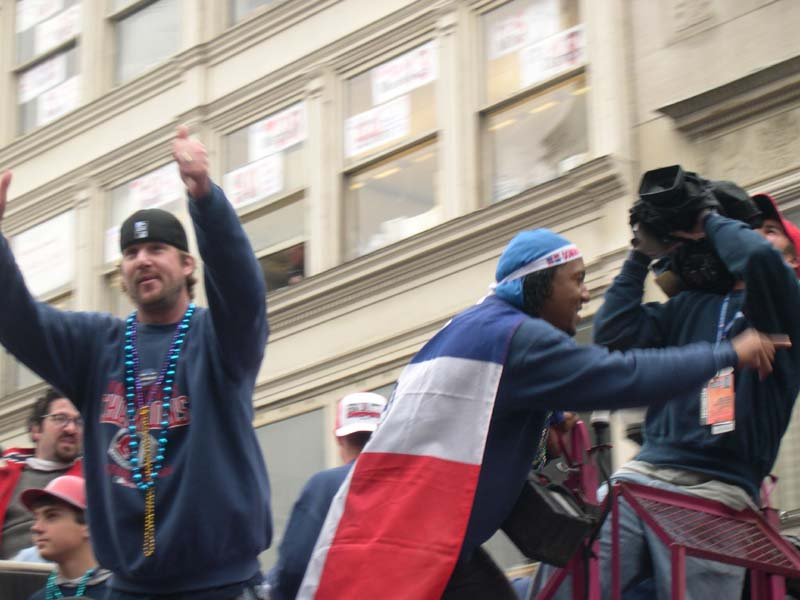
2004年紅襪贏得世界大賽冠軍打破自1920年起84年的貝比魯斯魔咒

馬丁尼茲在紅襪隊留下117勝37敗的紀錄，勝率在棒球史上是最高的。

## 大都會年代

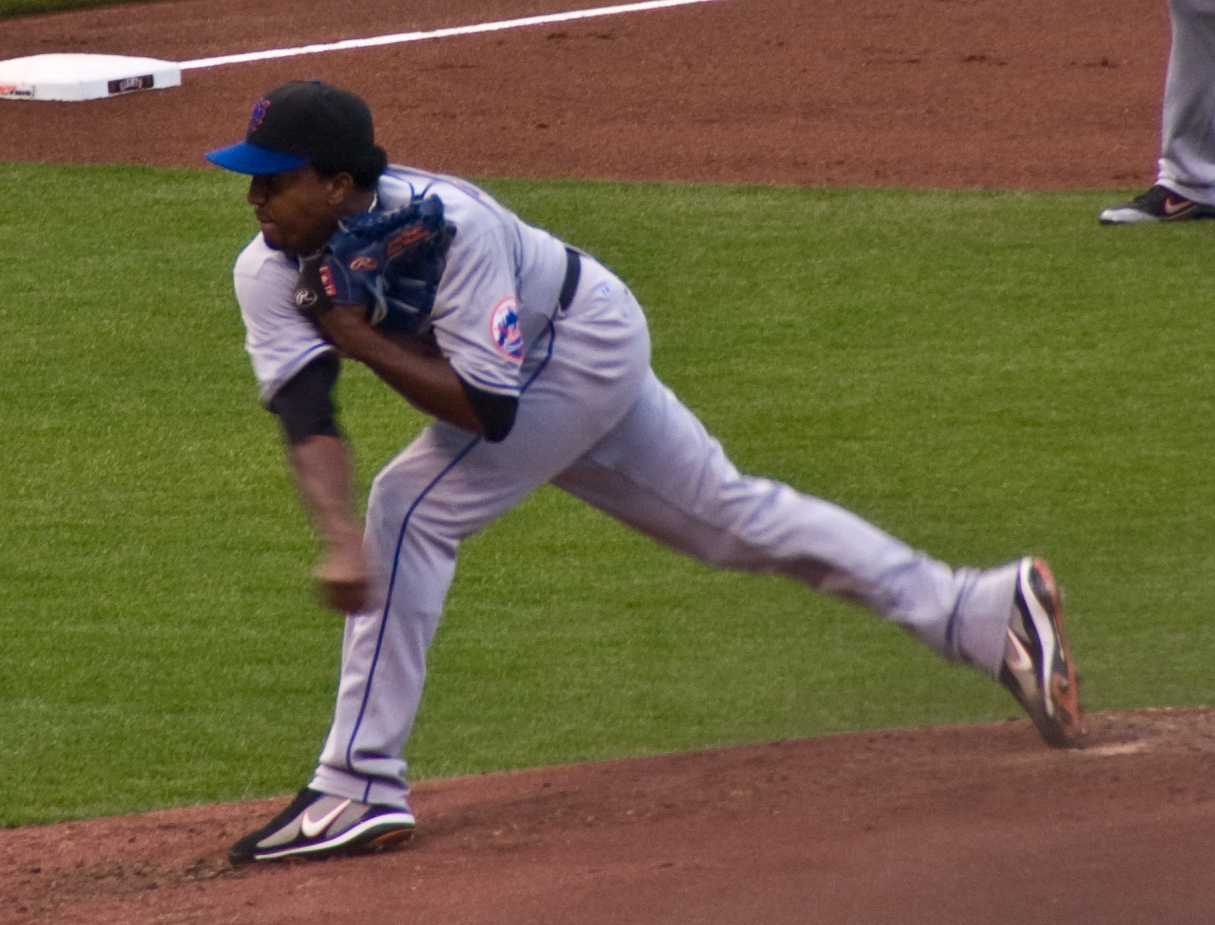
在大都會時

在波士頓紅襪隊在2004年贏得世界大賽之後，馬丁尼茲再度成為自由球員並和紐約大都會隊簽下4年5,300萬的合約。在2005年他在紐約的第一個球季，馬丁尼茲投出15勝8敗、防禦率2.82、208次三振的成績，同時他的WHIP是領先聯盟的0.95。所有面對馬丁尼茲打者僅有0.204的打擊率。但是一如2002年，馬丁尼茲再度因傷提前結束球季。
2006年球季開季之初，馬丁尼茲依舊在球場上保持頂尖。五月結束時，馬丁尼茲的成績是5勝1敗、2.50的防禦率，同時在76局的投球中投出88次三振及17次保送，被擊出44支安打。他的表現原本應該更為優異，但是由於牛棚投手的中繼不力，使得他下場時領先球賽無法得到勝利。5月26日，馬丁尼茲對佛羅里達馬林魚先發時，裁判要求馬丁尼茲更換球衣。而馬丁尼茲不慎在球員休息室走道滑倒並導致臀部受傷，而使得他這個球季的表現走樣。6月6日在馬丁尼茲正式由傷兵名單復出重返球場之後，馬丁尼茲投出4勝7敗、自責分率7.10的成績。在這個令人失望的表現之後，大都會隊在9月27日宣佈核磁共振檢查顯示出馬丁尼茲的左小腿肌肉有撕裂傷，三天後，球隊再度宣佈馬丁尼茲的旋轉肌也有撕裂傷，使得馬丁尼茲必須接受手術且2007年上半球季無法上場。

## 費城人年代

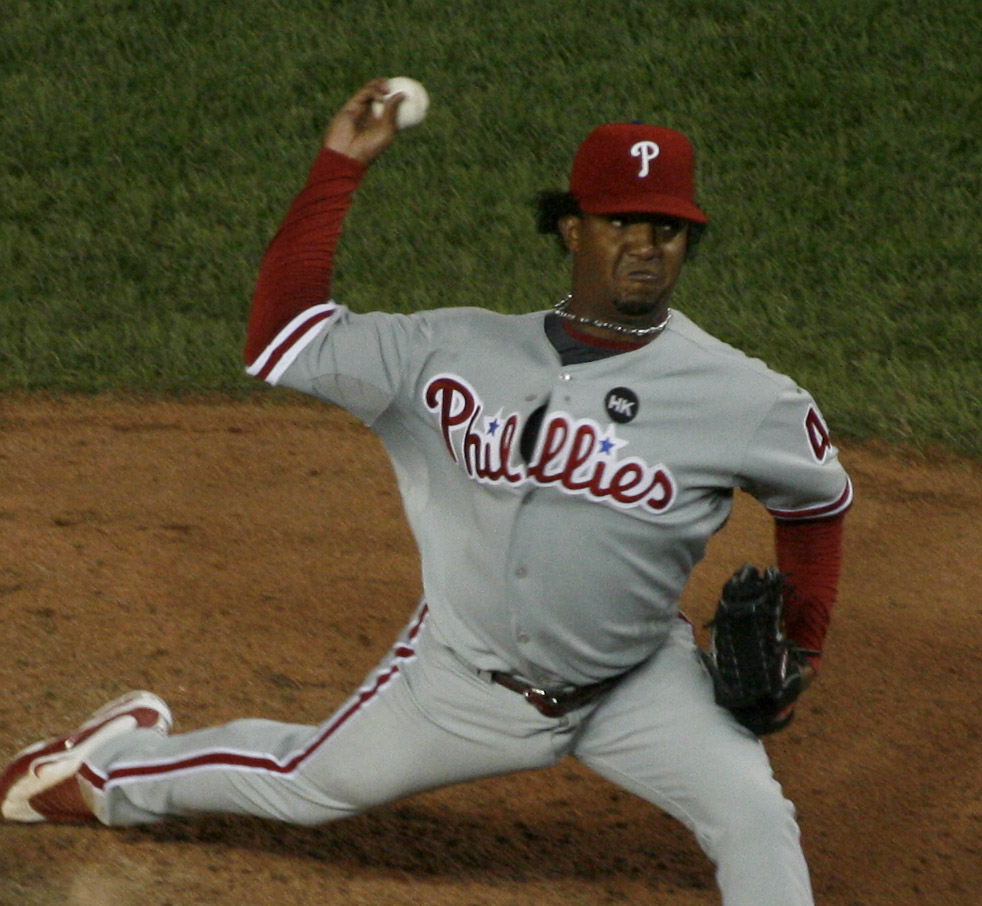
2009年在費城人時

馬丁尼茲在2009年世界棒球經典賽代表多明尼加共和國出賽，總計兩場比賽投了6局0失分，並送出6次三振，但這個好表現沒有讓馬丁尼茲能夠很快的獲得大聯盟合約。一直到2009年7月17日才和費城費城人隊簽下1年100萬美金加上激勵獎金的合約。8月12日是今年第一場先發，面對芝加哥小熊隊，投5局被打7支安打失3分，在隊友火力的支援下，拿下今年的第1場勝投。國聯冠軍賽第二戰面對道奇主投7局無失分，只可惜後援投手搞砸了，無緣拿下勝投，在2009年世界大賽第二戰面對洋基主投7局掉兩分（兩分責失），最終還是輸給只失一分的A·J·柏奈特，世界大賽第六戰主投四局掉四分，最終輸給安迪·派提特。世界大賽兩場都吞下敗投。

## 值得一提的比賽
馬丁尼茲曾經投出一場接近完全比賽卻不是完全比賽的球賽。在1995年6月3日，當時效力博覽會隊的馬丁尼茲 ，投完9局正規比賽後沒讓教士的27名打者的其中一名上壘。不過，打完九局後，比分仍然是0比0需要打延長賽。博覽會在10局上得分，但是馬丁尼茲面對第28名打者Bip Roberts時被打出二壘打。博覽會的總教練Felipe Alou隨即將他換下來，換上救援投手Mel Rojas，隨後解決三名打者，這使馬丁尼茲以1比0成為勝利投手。但是根據大聯盟的規則，馬丁尼茲並未完成完全比賽或無安打的比賽。（這個規則直到1993年才被更改，這個規則更改目的在於認定完全比賽的標準。無論是否在正規的九局中是否投出完全比賽或無安打比賽，一場比賽必須要打到最後分出勝負仍保持完美才會被認定為完全比賽。這條溯及既往的規則影響了許多無安打比賽，包括Ernie Shore的完美後援和哈維·哈迪斯1959年傳奇性的12局完全比賽（最後在第13局輸球）。）
馬丁尼茲也在1999年9月10日投出一場接近完全比賽的球賽，並以3比1擊敗紐約洋基隊。他在面對28名打者時投出了17次三振而且沒有保送任何打者（馬丁尼茲對首位打者查克·諾布勞克投出觸身球，但是接下來因盜壘失敗出局）。馬丁尼茲全場只被Chili Davis在第二局時打出一支陽春全壘打而失掉無安打比賽的紀錄。1997年馬丁尼茲在先前對紅人的比賽投出1安打的比賽，第5局被打出全場唯一1支安打。
1999年馬丁尼茲入選為美國聯盟全明星隊的先發投手。這場比賽在1999年7月13日馬丁尼茲的主場芬威球場舉行。一局上馬丁尼茲在連續三振了貝瑞·拉金、拉瑞·華克、和山米·索沙三名打者。他在2局上也三振馬克·麥奎爾，成為首位在明星賽連續三振前四名打者的投手。（國家聯盟的布拉德·佩尼在2006年追平這項紀錄。）
1999年10月11日，馬丁尼茲在美聯冠軍系列賽最後一場比賽以後援身份接替上場並投出6局無安打的比賽。
2000年5月28日，馬丁尼茲和羅傑·克萊門斯在ESPN的週日夜間棒球轉播中有了一場戲劇性的對決。在這場比賽中，兩個投手合計只被擊出9支安打並僅有一次保送，兩隊打者共被三振了22人次。這場0比0的比賽最後在九局上半時由Trot Nixon在克萊門斯的手中敲出致勝的全壘打分出勝負。最後半局的進攻中，洋基在面對已經疲倦的馬丁尼茲雖然攻佔滿壘卻還是無法得分，最後馬丁尼茲以完封取得這場勝利。
2000年8月29日，馬丁尼茲投了八局的無安打比賽後，被坦帕灣魔鬼魚隊的John Flaherty敲出安打而無法在該場比賽締造無安打比賽。在這場比賽一開賽，馬丁尼茲便對第一位打者Gerald Williams投出觸身球並引發雙方衝突。馬丁尼茲連續解決了接下來的24名打者才被敲出第一支安打。
在2003年美聯冠軍系列賽的第3戰，馬丁尼茲對洋基的Karim Garcia投出接近頭部的近身球，接下來克萊門斯也對拉米瑞茲投出近身球，雙方爆發衝突。洋基72歲的板凳教練Don Zimmer在衝突中接近馬丁尼茲並試圖推倒馬丁尼茲，但馬丁尼茲擋下Zimmer後並反將他推倒在地。
在2003年美聯冠軍戰系列的第七戰，馬丁尼茲再度上場面對洋基隊。紅襪隊在八局時仍以5比2領先，但疲倦的馬丁尼茲控球開始出現問題，在總教練Grady Little上場後馬丁尼茲仍繼續在場上投球。最後洋基隊在這個半局追平比數並將美聯冠軍賽帶入戲劇化的延長賽，最後並在延長賽中奪得美聯冠軍。
在平凡無奇的2004年球季之後（雖然跟其他投手相比依舊是傑出的一季），在世界大賽系列戰的第三戰面對聖路易紅雀隊時，馬丁尼茲投出生涯中最值得紀念的一場比賽。馬丁尼茲在前七局的比賽中完封紅雀隊，並連續解決他面對的最後14名打者。
2005年8月14日在大都會對道奇的比賽，馬丁尼茲再次投出7又1/3局無安打的比賽。
2006年6月時，大都會隊在跨聯盟系列戰中對上紅襪隊時由馬丁尼茲主投。這是馬丁尼茲在離開紅襪隊後首次重返芬威球場。6月27日開賽前紅襪隊播放了一支兩分鐘的影片來表彰這位紅襪隊的前任王牌投手，但是在6月28日馬丁尼茲上場主投時，馬丁尼茲只在場上投了三局。在這場比賽中，馬丁尼茲被打了七支安打並攻下8分（其中有6分自責分），這也是馬丁尼茲在大都會隊生涯中表現最差的一場比賽。這場比賽之後，馬丁尼茲便進了傷兵名單。紅襪隊也是馬丁尼茲曾經對決過的球隊中唯一一支沒有勝績的球隊。

## 投球特點
馬丁尼茲擁有許多可以讓打者出局的武器球種。他的快速球、曲球和變速球全都在水準之上，加上他的絕佳控球，這些優勢讓他能夠在球場上主宰比賽。馬丁尼茲的投球姿勢是比一般還要低的四分之三放球點(接近側投)，因此對打者而言較不容易看清馬丁尼茲的放球位置。從生涯早期至後期，馬丁尼茲的出手角度明顯地降低，中後期的投球姿勢是在四分之三側投的位置。
雖然身材在MLB投手中屬於小號，但在馬丁尼茲生涯早期，他的快速球實戰球速能投在95mph（約153km/h）上下，最快可達99mph(約159km/h)，搭配他極為優異的變速球及水準以上的曲球，在投手丘上展現了壓制整個聯盟的主宰能力。後期雖受肩膀傷勢困擾，但他依然能以控球解決打者；儘管在需要時仍能投出90mph以上的球速，但他的速度通常僅在87—89mph（約140—143km/h）左右。生涯後期他多半使用曲球、變速球，及新練成的切球來搭配他的快速球。由於他對投出各種球路刁鑽的進壘點得心應手，即使他投球的威力不像他早期般頂尖，但仍舊是聯盟一流的三振型投手。

## 引述和爭論
馬丁尼茲不論在球場上或私底下，都是一位非常具爭議性的投手。他不輕易讓步的個性讓他投出非常多的觸身球。事實上，他職業生涯對打者的觸身球比例是大聯盟歷史上最高的。
當被問到紅襪和洋基之間的世仇時，他表示：「我已經開始討厭談論洋基了，這些問題聽起來很蠢。問這些問題根本就是在浪費我的時間，而且這些都已經是陳年往事了……我才不相信什麼貝比魯斯魔咒。把該死的貝比魯斯叫醒讓我跟他對決看看。我也許會用顆觸身球塞進他的屁股裡——請原諒我用字的粗俗。」
2003年美聯冠軍賽第三戰時，四局上馬丁尼茲對Karim Garcia投出接近頭部的近身球，引發當事人之間的口角，之後洋基與紅襪球員也相互叫囂；四局下克萊門斯隨即也對曼尼·拉米瑞茲投出接近頭部4呎內的近身高球，這個舉動也造成拉米瑞茲的不悅並引發衝突，所幸被主審擋住，但兩隊球員也全部集結場中。不過儘管當時場內未有打鬥，但洋基隊的板凳教練Don Zimmer卻繞到馬丁尼茲面前想推他一把，結果反遭馬丁尼茲拉倒。 （页面存档备份，存于）
在2004年球季最後紅襪隊敗給洋基之後，馬丁尼茲在記者會中表示，「我被洋基打敗了，他們現在真的很強。他們的棒子現在就是那麼燙。我得把我的帽子反戴並叫洋基隊一聲我的老爸。」而紐約的媒體也對這一段話大肆報導。之後美聯冠軍系列戰時，每當馬丁尼茲在紐約球場出賽時，球迷就會大聲問「誰是你的老爸」？

## 事蹟
- 生涯WHIP值（平均每局保送+被安打值，即平均每局被上壘人數）1.0544，在死球時代之後是全大聯盟歷史上的先發投手中最低的，即使把範圍擴大到大聯盟史上全部的投手，也僅有洋基隊的傳奇守護神李維拉勝過馬丁尼茲，而馬丁尼茲生涯投球局數將近是李維拉的2.5倍。不過在數據棒球逐漸普及的2010年代開始，已經有幾位現役投手目前的生涯成績暫時領先，例如同為三屆賽揚獎得主的克蕭（1.0009，2008年至2022年）、以及兩屆賽揚獎得主迪格隆（1.0114，2014年至2021年）等人。
- 擁有單季WHIP值的紀錄，2000年球季時他每局平均投出的保送加上被安打數僅有0.737，打破了原本0.770的大聯盟紀錄。這一年他差兩場勝投就能連兩年完成美聯三冠王，不過這不影響他連兩年全票榮獲賽揚獎。在近代大聯盟歷史中，扣掉2020的縮水賽季的話，甚至沒有其他人能達成低於0.8的單季WHIP，在2020年也僅有前田健太（0.750）和鮑爾（0.795）兩人達成，但也還是沒能打破馬丁尼茲的紀錄。
- 有6個球季的WHIP值低於1.00 （1997年、1999年—2002年和2005年）。
- 修正過後的自責分率（英语：Adjusted_ERA+）在大聯盟史上已退役的先發投手中是最低的，即使把範圍擴大到大聯盟史上全部投滿一千局的投手，同樣也僅有李維拉勝過馬丁尼茲。
- 自1900年以後，只有懷堤·福特和雷夫提·葛洛夫達成200勝時的比派卓·馬丁尼茲（84敗）還要少。
- 在退休時，68.65%的勝率在近代大聯盟史上只輸給懷堤·福特。而在他離開紅襪隊轉投大都會隊時，他曾一度是近代大聯盟史上最高勝率的投手，當時他的生涯勝率超過七成。
- 每9局被打的安打數只有7.07支，在大聯盟史上退役投手中排在前十。而在他離開紅襪隊轉投大都會隊時，這個數據一度低到只有6.84，在大聯盟史上是第三低的。
- 在退休時，他在現代的大聯盟歷史中擁有第二高的三振—四壞球比率（4.15），在當時僅次於席林（4.38）。同樣的，自2010年代開始，已經有幾位投手在這項成績超過兩人，例如旅美七年後已重返日本職棒的田中將大（4.76，2014年至2020年）、已在大聯盟征戰超過十年的塞爾等人（5.33，2010年至2021年）
- 2002年6月18日，馬丁尼茲在第三局時以9球三振3個打者並以4比2擊敗聖地牙哥教士隊。馬丁尼茲成為美國聯盟第10位和大聯盟史上第32位達成一個半局內以9球三振3個打者的投手。
- 馬丁尼茲在紅襪隊的勝場數（117勝）排行第六。 其他分別為賽·揚（192勝）、羅傑·克萊門斯 （192勝）、提姆·韦克菲尔德（175勝）、Mel Parnell（英语：Mel Parnell）（123勝）、路易斯·提安特（122勝）。
- 馬丁尼茲的哥哥Ramón Martínez同樣是大聯盟優秀投手，包括他曾在1990年單季贏得20勝，在賽揚獎票選名列第二。兩人曾在大聯盟當過兩次隊友，分別在道奇隊（1992年—1993年）和紅襪隊（1999年—2000年）。弟弟Jesús Martínez也曾是道奇農場的投手，不過最終沒有上過大聯盟。
- 由於在7月10日的先發休息天數過短的影響，馬丁尼茲退出2005年的全明星賽。這也是馬丁尼茲第一次退出全明星賽的比賽。
- 馬丁尼茲在2002年的球季中跳過最後一次先發，尤其是在紅襪已經失去進季後賽的資格之下，一般認為這對他爭奪2002年的賽揚獎影響甚大。最後馬丁尼茲只在賽揚獎的票選中只獲得第二，敗給奧克蘭運動家的貝瑞·齊托。
- 馬丁尼茲有個來自多明尼加共和國名為Nelson de la Rosa的朋友，他是名只有3呎高的演員，他在2004年球季時是紅襪的吉祥物。
- 第三位入選美國職棒大聯盟拉丁美洲傳奇明星隊的先發投手。
- 2005年冬季和ESPN的Deportes通訊記者Carolina Cruz結婚。
- 在棒球季中居住在康乃狄克州的格林威治。

## 職棒生涯成績
| 球季 Year  | 球隊 Tm    | 勝 W | 敗 L | 勝率 W-L% | 防禦率 ERA | G   | 先發 GS | 完投 CG | 完封 SHO | 救援成功 SV | 投球局數 IP | 安打 H | 全壘打 HR | 保送 BB | 故意保送 IBB | 三振 SO | 上壘率 WHIP |
| 1992       | LAD        | 0    | 1    | .000      | 2.25       | 2   | 1       | 0       | 0        | 0           | 8.0         | 6      | 0         | 1       | 0            | 8       | 0.87        |
| 1993       | LAD        | 10   | 5    | .667      | 2.61       | 65  | 2       | 0       | 0        | 2           | 107.0       | 76     | 5         | 57      | 4            | 119     | 1.24        |
| 1994       | MON        | 11   | 5    | .688      | 3.42       | 24  | 23      | 1       | 1        | 1           | 144.2       | 115    | 11        | 45      | 3            | 142     | 1.10        |
| 1995       | MON        | 14   | 10   | .583      | 3.51       | 30  | 30      | 2       | 2        | 0           | 194.2       | 158    | 21        | 66      | 1            | 174     | 1.15        |
| 1996       | MON        | 13   | 10   | .565      | 3.70       | 33  | 33      | 4       | 1        | 0           | 216.2       | 189    | 19        | 70      | 3            | 222     | 1.19        |
| 1997       | MON        | 17   | 8    | .680      | 1.90       | 31  | 31      | 13      | 4        | 0           | 241.1       | 158    | 16        | 67      | 5            | 305     | 0.93        |
| 1998       | BOS        | 19   | 7    | .731      | 2.89       | 33  | 33      | 3       | 2        | 0           | 233.2       | 188    | 26        | 67      | 3            | 251     | 1.09        |
| 1999       | BOS        | 23   | 4    | .852      | 2.07       | 31  | 29      | 5       | 1        | 0           | 213.1       | 160    | 9         | 37      | 1            | 313     | 0.92        |
| 2000       | BOS        | 18   | 6    | .750      | 1.74       | 29  | 29      | 7       | 4        | 0           | 217.0       | 128    | 17        | 32      | 0            | 284     | 0.73        |
| 2001       | BOS        | 7    | 3    | .700      | 2.39       | 18  | 18      | 1       | 0        | 0           | 116.2       | 84     | 5         | 25      | 0            | 163     | 0.93        |
| 2002       | BOS        | 20   | 4    | .833      | 2.26       | 30  | 30      | 2       | 0        | 0           | 199.1       | 144    | 13        | 40      | 1            | 239     | 0.92        |
| 2003       | BOS        | 14   | 4    | .778      | 2.22       | 29  | 29      | 3       | 0        | 0           | 186.2       | 147    | 7         | 47      | 0            | 206     | 1.03        |
| 2004       | BOS        | 16   | 9    | .640      | 3.90       | 33  | 33      | 1       | 1        | 0           | 217.0       | 193    | 26        | 61      | 0            | 227     | 1.17        |
| 2005       | NYM        | 15   | 8    | .652      | 2.82       | 31  | 31      | 4       | 1        | 0           | 217.0       | 159    | 19        | 47      | 3            | 208     | 0.94        |
| 2006       | NYM        | 9    | 8    | .529      | 4.48       | 23  | 23      | 0       | 0        | 0           | 132.2       | 108    | 19        | 39      | 2            | 137     | 1.10        |
| 2007       | NYM        | 3    | 1    | .750      | 2.57       | 5   | 5       | 0       | 0        | 0           | 28.0        | 33     | 0         | 7       | 1            | 32      | 1.42        |
| 2008       | NYM        | 5    | 6    | .455      | 5.61       | 20  | 20      | 0       | 0        | 0           | 109.0       | 127    | 19        | 44      | 3            | 87      | 1.56        |
| 2009       | PHI        | 5    | 1    | .833      | 3.63       | 9   | 9       | 0       | 0        | 0           | 44.2        | 48     | 7         | 8       | 0            | 37      | 1.25        |
| 18 Seasons | 18 Seasons | 219  | 100  | .687      | 2.93       | 476 | 409     | 46      | 17       | 3           | 2827.1      | 2221   | 239       | 760     | 30           | 3154    | 1.05        |

## 外部連結
- 球員資訊和成績在MLB，ESPN，Baseball Reference，Fangraphs，The Baseball Cube（英文）

| 前任： 約翰·史摩茲   | 國家聯盟賽揚獎 1997年                    | 繼任： 湯姆·葛拉文   |
| 前任： 羅伯托·阿勒瑪 | 美國職棒大聯盟明星賽 最有價值球員 1999年 | 繼任： 德瑞克·基特   |
| 前任： 羅傑·克萊門斯 | 美國聯盟賽揚獎 1999年、2000年            | 繼任： 羅傑·克萊門斯 |